# Arrondissement L’Haÿ-les-Roses
Das Arrondissement L’Haÿ-les-Roses ist eine Verwaltungseinheit im französischen Département Val-de-Marne innerhalb der Region Île-de-France. Hauptort (Unterpräfektur) ist L’Haÿ-les-Roses.

## Kantone
| - Cachan - Choisy-le-Roi - Ivry-sur-Seine - L’Haÿ-les-Roses - Le Kremlin-Bicêtre - Orly | - Thiais - Villejuif - Villejuif - Vitry-sur-Seine-1 - Villeneuve-Saint-Georges (mit 2 von 3 Gemeinden) |

## Gemeinden
Die Gemeinden des Arrondissements L’Haÿ-les-Roses sind:
| 1. Ablon-sur-Seine (94001)           | 2. Arcueil (94003)             | 3. Cachan (94016)     | 4. Chevilly-Larue (94021)     |
| 5. Choisy-le-Roi (94022)             | 6. Fresnes (94034)             | 7. Gentilly (94037)   | 8. L’Haÿ-les-Roses (94038)    |
| 9. Ivry-sur-Seine (94041)            | 10. Le Kremlin-Bicêtre (94043) | 11. Orly (94054)      | 12. Rungis (94065)            |
| 13. Thiais (94073)                   | 14. Valenton (94074)           | 15. Villejuif (94076) | 16. Villeneuve-le-Roi (94077) |
| 17. Villeneuve-Saint-Georges (94078) | 18. Vitry-sur-Seine (94081)    |                       |                               |

## Neuordnung der Arrondissements 2017

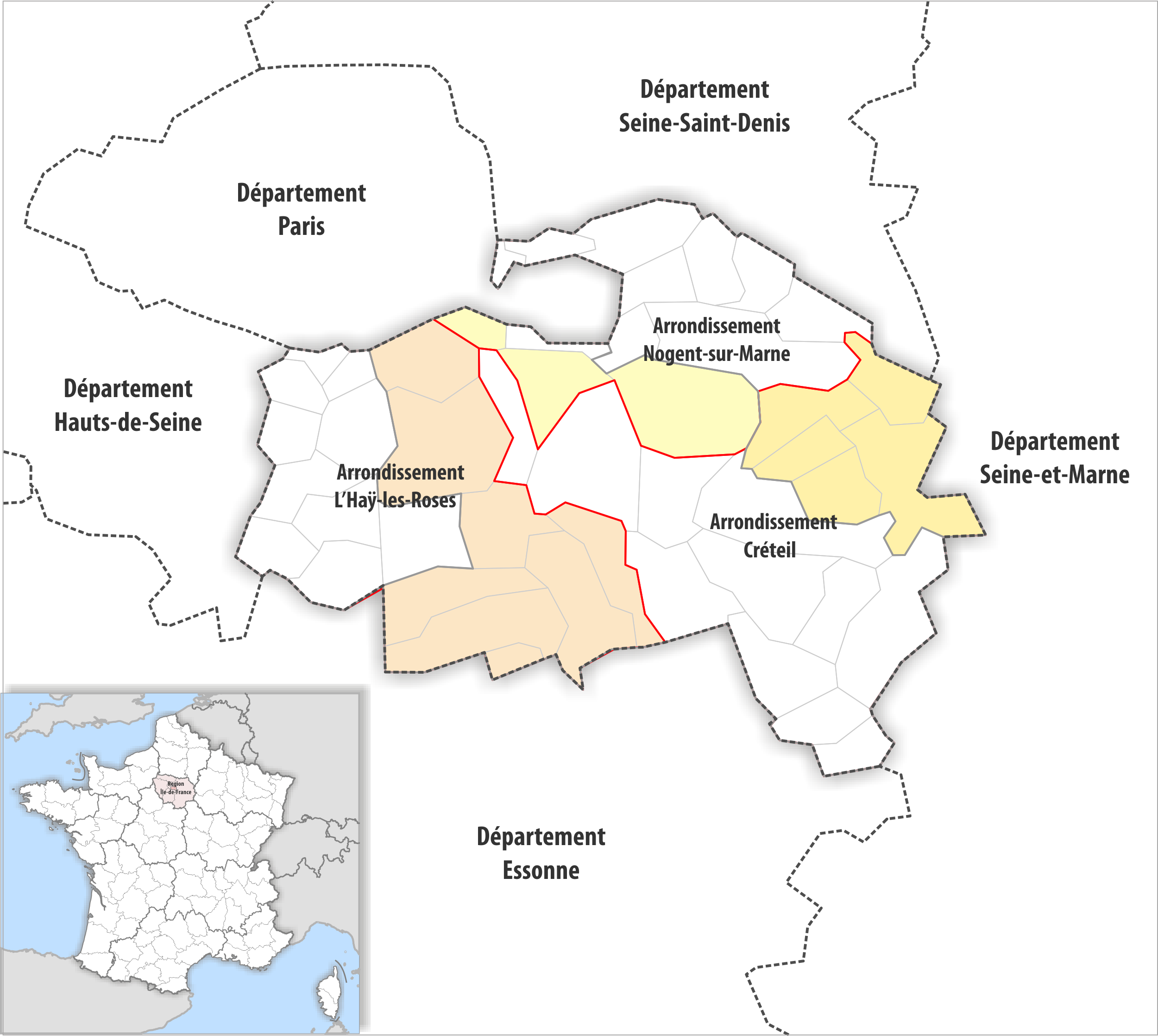
Arrondissementsanpassungen im Jahr 2017

Durch die Neuordnung der Arrondissements im Jahr 2017 wurde aus dem Arrondissement Créteil die Fläche der acht Gemeinden Ablon-sur-Seine, Choisy-le-Roi, Ivry-sur-Seine, Orly, Valenton, Villeneuve-le-Roi, Villeneuve-Saint-Georges und Vitry-sur-Seine dem Arrondissement L’Haÿ-les-Roses zugewiesen.